# Serrat de Costamala
El Serrat de Costamala és una serra situada al municipi de Castellar de la Ribera (Solsonès).